# Jericho Cruz
Jericho Xavier Setubal Cruz (Pasig, 11 ottobre 1990) è un cestista filippino naturalizzato guamaniano, professionista nella PBA con i San Miguel Beermen.

## Biografia
Nato nelle Filippine, Cruz cresce a Saipan, nelle Isole Marianne Settentrionali.

## Carriera
Cruz viene scelto come nona scelta assoluta al draft PBA 2014 dagli Rain or Shine.
Vince il premio come PBA's Most Improved Player nella stagione 2015-16.
Il 15 febbraio 2018 viene scambiato ai TNT. Dopo un anno coi TNT e tre negli NLEX Road Warriors, Cruz rimane free agent ma viene poco dopo firmato dai San Miguel Beermen nel marzo del 2022 nonostante offerte più prestigiose dalla B.League.

## Nazionale
Nel 2008 Cruz viene convocato dalla nazionale under-20 delle Isole Marianne Settentrionali per giocare il torneo giovanile FIBA Oceania, riuscendo a guidare la squadra a un sesto posto oltre che ad essere eletto a livello individuale tra i cinque migliori giocatori del torneo.
Partecipa ai giochi del Sud-est asiatico del 2013 vincendo assieme alla nazionale filippina la medaglia d'oro nel torneo svoltosi a Naypidaw, in Birmania.
Viene convocato dalla nazionale guamaniana ai giochi della Micronesia del 2010 dove riesce a vincere la medaglia d'oro.
Fa il debutto con la nazionale maggiore di Guam in un torneo FIBA nel 2020 alle qualificazioni alla coppa d'Asia FIBA 2022.